# Schredder (Maschine)

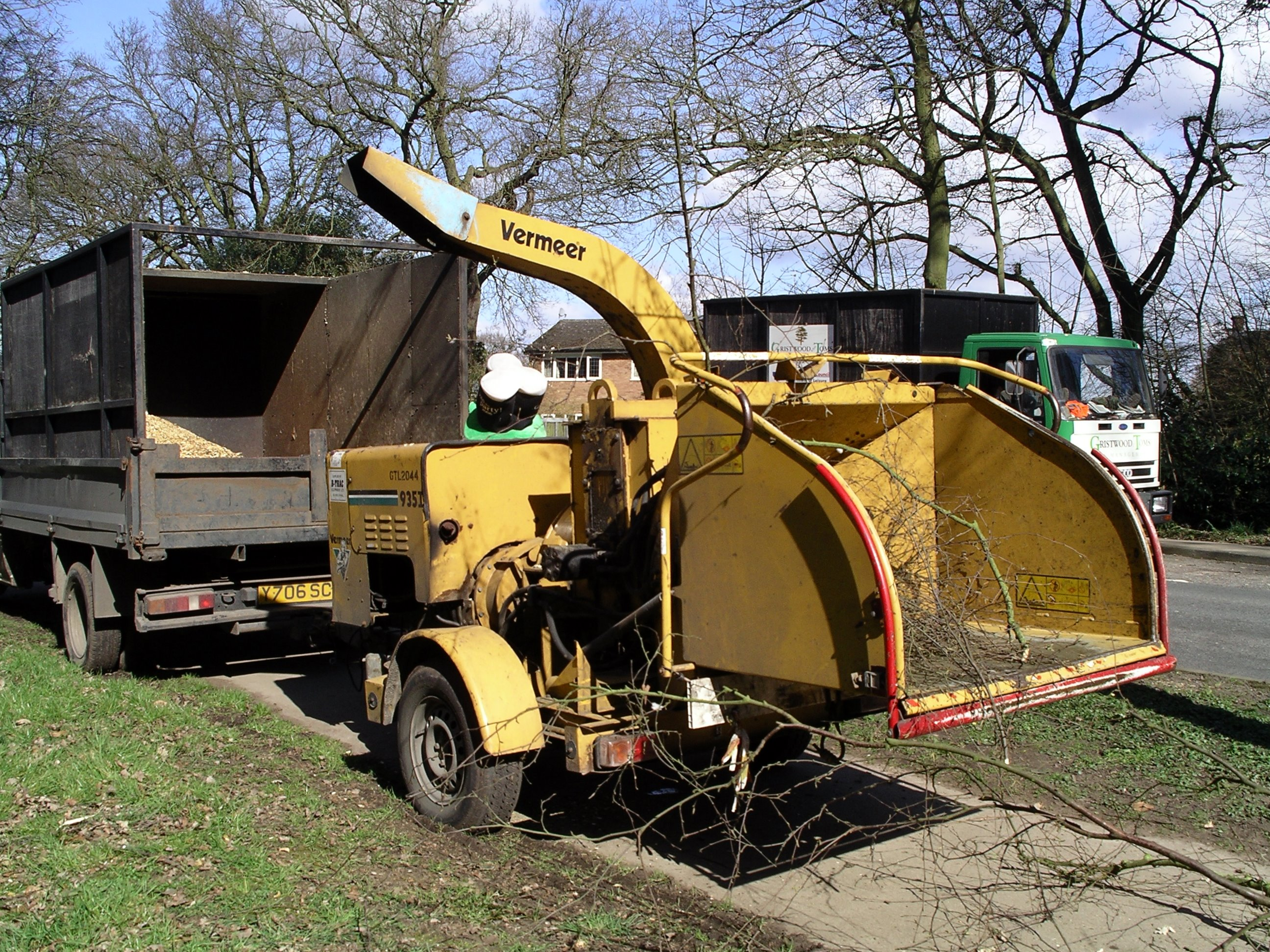
Buschhacker

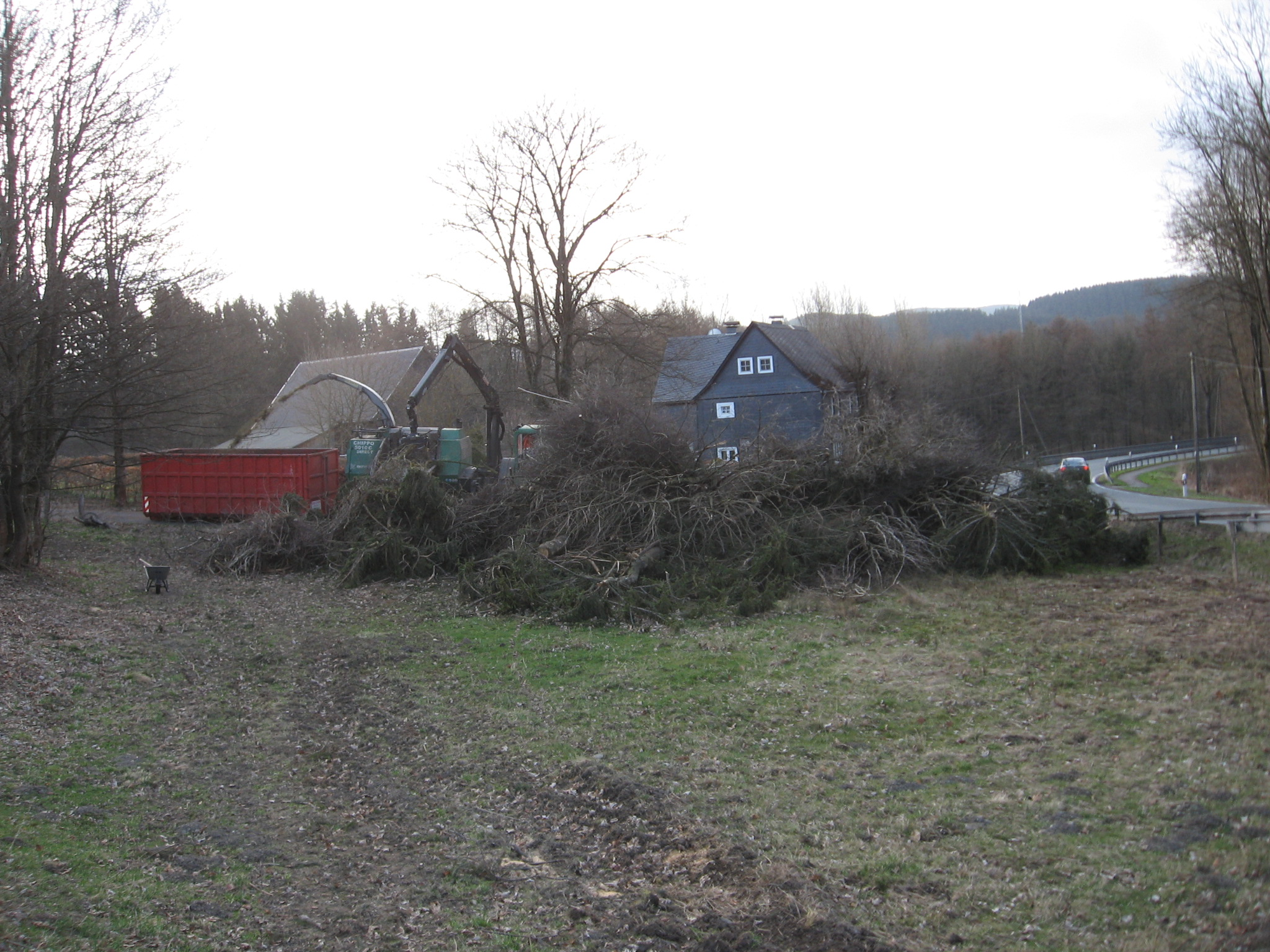
Forsthäcksler im Einsatz

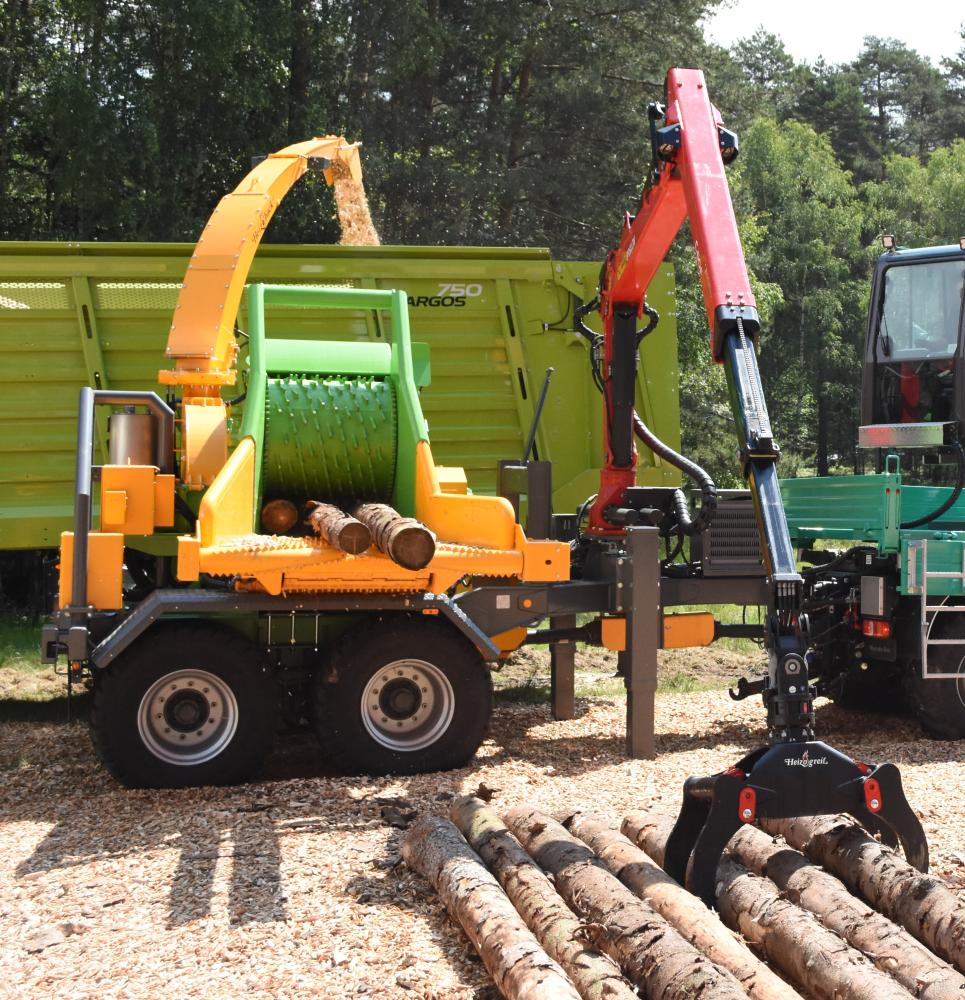
Forsthäcksler im Einsatz kwf-Tagung 2016

Ein Schredder (englisch shredder), auch Hacker oder Häcksler genannt, ist ein mechanisches Gerät zum Zerkleinern unterschiedlicher Materialien. Er wird in der Regel eingesetzt, um Abfälle (beispielsweise Altholz, Altautos, Verpackungen) in Schnitzel zu zerhacken und das Schüttvolumen zu verringern. 
Anlagen zum Zerkleinern von Rohstoffen und Nahrungsmitteln werden eher als Mühle bezeichnet. Mühlen und insbesondere Mahlwerke ergeben feinkörnigere Partikelgrößen als Schredder.
Gestein wird in Brechern zerkleinert.
Schredder enthalten meist Messer unterschiedlicher Bauform, Schneidwalzen, -kegel oder Schlagscheiben. Schredder zum Zertrümmern von spröden Materialien werden auch als Hammermühle bezeichnet. Das Zerkleinern geschieht eher durch Zerhacken, Zerreißen und Zerschneiden als durch Zerreiben oder Zermahlen. Das Ergebnis wird Schreddergut genannt, im Fall von pflanzlicher Biomasse, insbesondere Holz, auch Hackgut oder Hackschnitzel.

## Zerkleinerung von groben Abfällen

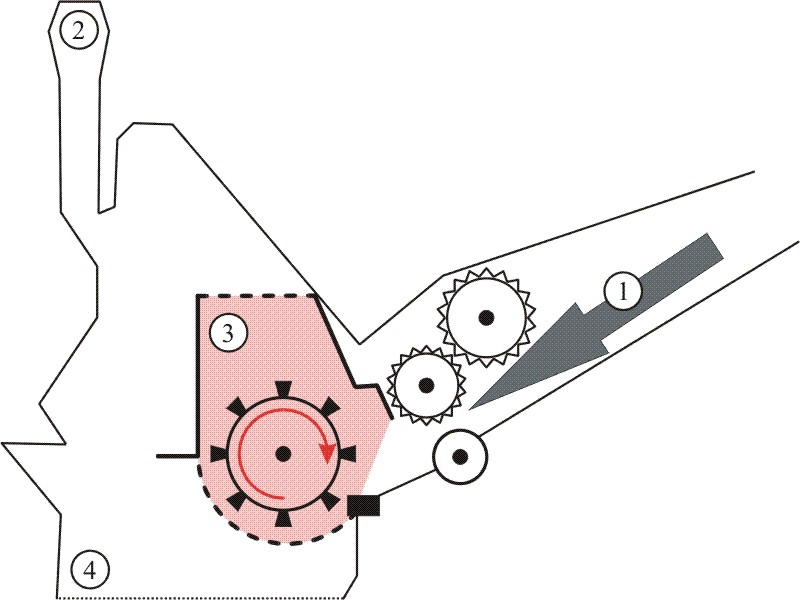
Funktionsskizze eines Schredders mit unten und oben liegendem Rost. 1) Gutzuführung, 2) Abluft, 3) Raum der mechanischen Beanspruchung (rot eingefärbt) und 4) Austrag

Schredder werden zur Sperrmüllzerkleinerung in den Entladehallen der Müllverbrennungsanlagen und in der Schrottverwertung eingesetzt. 

## Fahrzeugrecycling
In Deutschland gibt es rund 65 Schredderbetriebe, die Altfahrzeuge zum Fahrzeugrecycling fraktionieren. 
Zunächst werden Betriebsstoffe abgelassen und edelmetallhaltige Teile (Kabelstränge, Autoradios und Abgaskatalysatoren) demontiert. 
Die Rohkarosse wird gepresst und dann durch eine Hammermühle in faustgroße Stücke zerteilt. 
Entsprechend ihrer Masse werden die Teile verschieden weiter aufgetrennt, magnetisierbare Metalle mittels Elektromagneten abgeschieden. 
NE-Metalle und Kunststoffe werden über Schwimm-Sink-Anlagen bzw. Windsichtung nach Rohstoffen getrennt. 
Die Kunststofffraktion ist zumeist ökonomisch nicht wiederverwertbar und wird thermisch verwertet oder deponiert.

## Häcksler zur Zerkleinerung von Grünabfällen

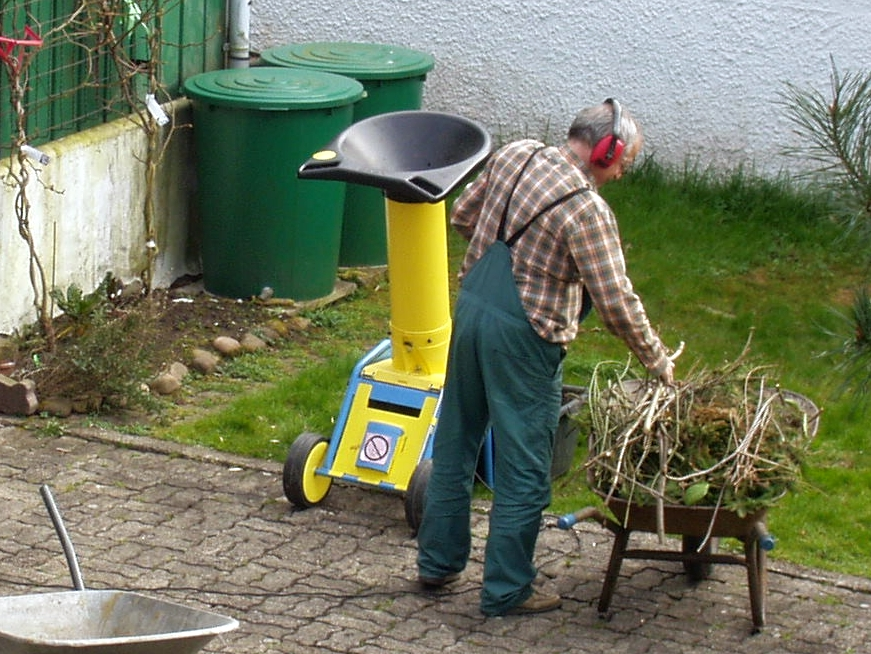
Zerkleinerung von Gartenabfällen mit einem Häcksler

Schnittgut von Bäumen, Sträuchern und Stauden, Heckenschnitt und andere sperrige Gartenabfälle wie grober Kompost, Heu, Huftierdung, Baumrinde, Rasensoden, Jätgut, Topfpflanzen samt Topfballen, Torfstücke, Falllaub, Falläpfel und Grasschnitt lassen sich mithilfe eines Gartenhäckslers (gelegentlich auch „Chipper“ genannt) in siebbar feine, gut kompostierbare Stücke zerkleinern. 
Das Häckselgut kann als Bodenbelag für Gartenwege oder Spielplätze, als „Biodünger“ zum Mulchen oder als Strukturmaterial im Kompost verwendet werden. Gehäckselte Äste, Zweige und Unkrautreste sind üblicherweise nicht zum Anwachsen oder Stockausschlag in der Lage. 
Gartenhäcksler werden mit gewöhnlichem Wechselstrom, Drehstrom oder im mobilen Einsatz mit Benzinmotor betrieben. Großgeräte können auch per Zapfwelle eines Traktors angetrieben werden. Einfache Gartenhäcksler können Äste bis 4,5 cm Stärke zerkleinern. Stärkere Äste werden im privaten Bereich oft per Wippkreissäge zu Brennholz gesägt.
Für den professionellen Einsatz gibt es Buschhacker mit Einzugswalzen, die das eingefüllte Schnittgut selbsttätig einziehen, und einen Notabschaltebügel besitzen. Größere Häcksler verfügen meist über einen Hochauswurf, bei dem das Häckselgut in hohem Bogen weggeschleudert wird und direkt auf die Ladefläche eines LKW oder Anhängers fallen kann. 
Bei Häckslern mit Messerscheibe können eingeführte Äste herumschlagen. Es sollten Schutzhandschuhe und Schutzbrille getragen werden.
Verstopfungen oder Blockaden werden durch Öffnen des Gehäuses beseitigt. Bei manchen Geräten kann auch die Drehrichtung des Mechanismus umgekehrt werden. Weiche und feuchte Abfälle (Rasensoden, grüne Pflanzenstängel von krautigen Pflanzen, Gras) können Verstopfungen der Auswurföffnung verursachen.
Gartenhäcksler weisen einen hohen Einfüllstutzen mit aufgesetztem Trichter auf, so beim Einführen kein Kontakt mit den Messern erfolgen kann. Großhäcksler mit Selbsteinzug haben Notabschaltbügel, die den Antrieb abschalten und das Schneidwerk blockieren, sobald Druck auf den Trichterrand ausgeübt wird. Es ist darauf zu achten, dass sich dornige Äste nicht an Handschuhen und Kleidungsstücken verhaken.
Trockenes Holz ist härter als frisch geschnittenes Grünholz. Nägel, Schrauben, Steine und anhaftender Sand lassen die Messer schnell abstumpfen.
Schneiden von rotierenden oder feststehenden Messern müssen regelmäßig geschärft werden. Stumpfe Scheiden verlangsamen die Verarbeitung und können zum Blockieren des Mechanismus führen. Durch Abnutzung sowie das Schärfen der Schneiden kann sich der Spalt zwischen Messer und Gegenmesser vergrößern, wodurch die Schnitzelgröße ansteigt und Schneidleistung abnehmen kann. Bei Walzenhäckslern wird die Gegenplatte entsprechend der Abnutzung mittels Stellschraube nachgeführt. 
Walzenhäcksler produzieren oft grobes Hackgut, das oft als Strukturmaterial die Belüftung und aerobe Abbauprozesse bei der Kompostbereitung unterstützt oder als Mulch für Pflanzungen verwendet wird, die am Standort bleiben (Zierpflanzen). 
Scheiben-, Kegel- oder Hammerhäcksler schneiden kleinere Schnitzel, die als Mulch für Wechselkulturen (Gemüse) bevorzugt werden (weil bei der Ernte Vermischungen mit dem Humus unvermeidbar sind).
Von Sporen-Allergikern sowie zur Vermeidung der Aspergillose bei Immunschwäche ist zu beachten, dass in kompostierendem und gemulchtem Häckselgut Schimmelpilze als Teil des natürlichen Zersetzungsprozesses siedeln. 
Langsam laufende Walzenhäckslern, Wendelhäcksler und Häcksler mit lärmgedämmtem Gehäuse entwickeln einen geringeren Geräuschpegel.

### Zerkleinerungstechnik
In Gartenhäckslern kommen folgende Zerkleinerungstechniken zum Einsatz:
- Ältere Gartenhäcksler besitzen meist ein Messerschneidwerk. Mittig auf einer mit liegenden Messern besetzten Schwungscheibe befindet sich ein aufrecht stehender Messerkranz, der die eingeführten Zweige zunächst grob zerschlägt. Die Geräte sind in der Regel sehr laut. Ein Gehörschutz wird empfohlen. Die Geräte arbeiten langsam. Äste müssen manuell gehalten und zugeführt werden, während sie zerschlagen werden. Manche Modelle haben Wendemesser, die gedreht werden können, wenn sie an Schärfe verlieren.
- Häcksler mit kegelförmiger Schwungscheibe („Kegelkopfschneidwerk“) oder schräg gestellter Messerscheibe ziehen das Häckselgut selbsttätig ein, sofern die Messerscheiben nicht abgenutzt sind.
- Gartenhäcksler mit Walzenschneidwerk ziehen die Abfälle selbständig ein und sind bedeutend leiser als Häcksler mit Messerschneidwerk, das Schnittgut wird meist zusätzlich gequetscht und fasert dabei auf. Je nach Motorleistung arbeiten sie mehr oder weniger schnell. Geräte mit kleiner Einzugsöffnung können keine dichtbelaubten bzw. benadelten Zweige einziehen. Weiche Grünabfälle verstopfen das Gerät, wenn sie von den Walzen nicht eingezogen worden.
- Gartenhäcksler mit Walzeneinzug und Hammerschneidwerk zerhacken das Schnittgut mit beweglich gelagerten Messern. Steine werden teilweise toleriert, müssen allerdings durch Öffnen des Schneidwerks entfernt werden.
- Neuere Gartenhäcksler verfügen über waagerecht rotierende Hackmesser und stabile Gegenmesser. Teilweise besitzt die Häckselkammen ein Sichtfenster. Der Häckselvorgang ist relativ leise. Selbsteinziehende Modelle haben einen mittleren Durchsatz bei Astdurchmessern bis 35 mm und ergeben eher grobstückig-faseriges Hackgut.[1]
- Gartenhäcksler mit Wendelschneidwerk (auch „Schneckenhacker“ genannt) werden nur selten angeboten. Sie sind ebenso langsam, kräftig und leise wie Häcksler mit Walzenschneidwerk, verfügen über einen guten Selbsteinzug, sind aber anfällig für Beschädigungen durch Steine oder zu starke Aste. Ähnlich eines Fleischwolfs zieht die spiralförmige und konische Einzugswelle das Schnittgut hinein. Das Hackgut hat eine einheitliche Größe mit wenig Feinanteilen. Durch die enthaltenen Hohlräume läßt es sich gut trocknen, um verfeuert zu werden.[2]

## Häcksler in der traditionellen Landwirtschaft
Landwirte nutzen Häcksler auch zum Zerkleinern von Feldfrüchten wie Futterrüben, Maisstängeln, Sonnenblumenstängeln und Stroh zur Viehfuttergewinnung.
Zerkleinerte Rüben werden als Viehfutter verwendet, teilweise mit Stroh vermischt. Zerkleinertes Stroh wird auch als Einstreu benutzt. Das Video zeigt den Einsatz eines Strohschneiders.

## Schredder in der industriellen Massentierhaltung
In der industriellen Legehennenproduktion werden Hahnenküken in „Homogenisatoren“ oder „Kükenmusern“ zerkleinert.
EU-Recht verlangt, dass Tiere nur nach Betäubung getötet werden. Dies gilt nicht für bis zu 72 Stunden alte Küken, sofern sie in der Anlage „unverzüglich“ getötet werden. Auch nach deutscher Tierschutz-Schlachtverordnung müssen Küken im Apparat „sofort“ getötet werden.
In Tierkörperbeseitigungsanlagen werden auch größere Tierkadaver maschinell zerkleinert und anschließend verbrannt oder zu Biogas oder Futtermittel (Tiermehl) verwertet. In den 1990er Jahren hatte die Verfütterung von Tiermehl zur Ausbreitung der Rinderseuche BSE geführt.

## Fäkalienpumpen mit Schneidwerk
Manche Fäkalienpumpen und Hebeanlagen sind mit einem Schneidwerk ausgerüstet, um in ein WC eingebrachte Abfälle (beispielsweise Damenbinden oder Kondome), die die Kreiselpumpen oder die Leitungen verstopfen könnten, vor dem Pumpen zu zerhacken.

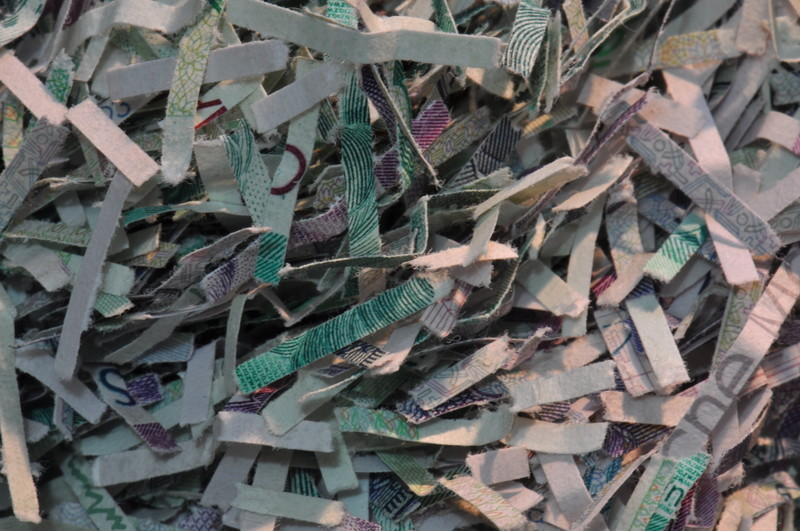
Schnipsel von geschredderten DM-Banknoten

## Kartonschredder

Kartonschredder zur Herstellung von Füllmaterial

Sogenannte Kartonschredder (auch Verpackungspolstermaschinen) können eingesetzt werden, um alte Kartonagen in Streifen, Chips oder Netze zu verwandeln. Die Funktionsweise eines Kartonschredders ähnelt der des klassischen Aktenvernichters für Papier. Die recycelten Kartonagen dienen als Füll- und Polstermaterial für Versandpakete und -kisten.

## Daten- und Aktenvernichtung

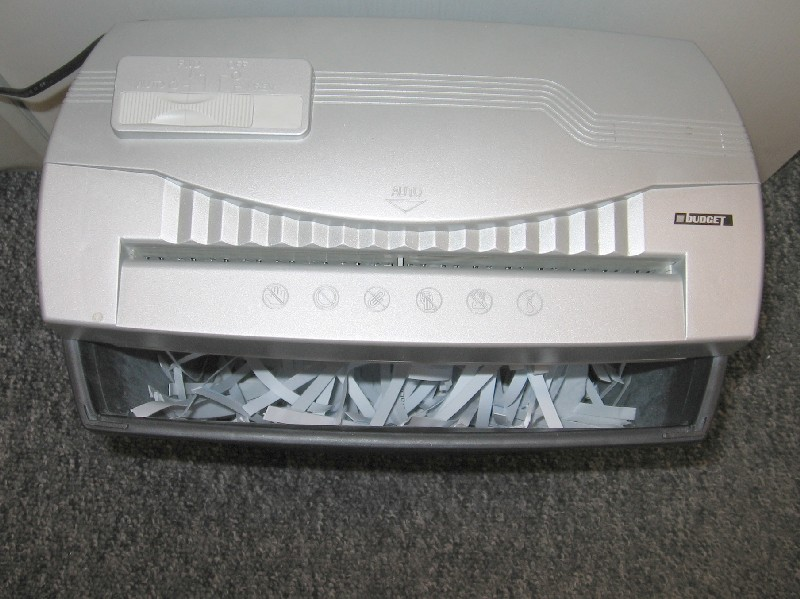
Aktenvernichter

Schredder zur Aktenvernichtung zerkleinern Schriftstücke, um sie unlesbar zu machen. Entweder wird das eingeführte Papier längs zur Einlegerichtung in feine Streifen geschnitten, oder die eingeführten Dokumente werden längs und quer geschnitten (Cross-Cut), wobei je nach Abstand der Messer sehr kleine Fragmente entstehen. Eine Sonderform ist der Nassschredder, welcher zusätzlich Wasser einsetzt.
Professionelle Aktenvernichter zerkleinern vollständige Aktenordner. Beim Recycling von Altpapier sinken Metallteile im Papierbrei auf den Boden des Behälters oder werden mithilfe eines Magneten entnommen. Aufschwimmende Kunststoffteile werden von einer oberflächlich eintauchenden umlaufenden Kette mitgeführt und abgeschöpft.
Schreddern ist auch eine in der elektronischen Datenverarbeitung (EDV) inzwischen gängige Bezeichnung für die Datenvernichtung. Dafür werden spezielle Computerprogramme – sogenannte Eraser – eingesetzt, die nach definierten Vorgaben Dateien von Datenträgern unwiederbringlich löschen. Das kann z. B. durch Überschreiben einer Datei erfolgen.
In mechanischen Schreddern werden auch Datenträger (CD-ROM, DVD, Magnetbänder, Disketten, Festplatten usw.) zerkleinert.
Auch die digitale Datenvernichtung in der elektronischen Datenverarbeitung (EDV) wird im übertragenen Sinne als schreddern bezeichnet. Als Eraser bezeichnete Computerprogramme löschen Dateien von Datenträgern ohne dass diese anschließend wiederhergestellt werden können. Das kann z. B. durch Überschreiben des Datenträgers erfolgen.